# オ・スジン
オ・スジン（ハングル表記：오수진、1986年5月29日 - ）は、大韓民国の韓国放送公社 (KBS) 所属の気象キャスター。仁川市で生まれた。2005年に成均館大学校の英文学科に入学し2010年に卒業した。2010年4月にYTNの報道局科学気象チームの気象キャスターになった。その後KBSの気象キャスターになった。2012年4月に第4回気候変化週間緑色生活広報大使に就任した。2019年7月に文化体育観光部が主催するインターネット利用に関する広報大使に就任した。